# Хазем аль-Баблауї
Хазем Абдель Азіз Аль-Баблауї (араб. حازم عبد العزيز الببلاوي; нар. 17 жовтня 1936) — єгипетський державний і політичний діяч, тимчасовий прем'єр-міністр Єгипту від липня 2013 до кінця лютого 2014 року.

## Життєпис
1957 року закінчив юридичний факультет Каїрського університету. Також навчався в університетах Гренобля, Парижа та у Кембриджі.
З 1965 року викладав на юридичному факультеті університету Александрії. Згодом викладав також у Сорбонні та в Університеті Південної Каліфорнії.
З 1976 року працював у Кувейті спочатку радником міністра фінансів, потім директором Департаменту економічних досліджень міністерства фінансів (1976–1980). З 1980 до 1983 року очолював Департамент економічного управління та Промисловий банк Кувейту.
1983, повернувшись до Єгипту, очолив Єгипетський банк розвитку експорту, а згодом — Єгипетську національну компанію зі страхування експорту.
Від 1995 до 2000 року був виконавчим секретарем Економічної та соціальної комісії ООН із Західної Азії (ЕСКЗА). Займав пост консультанта Арабського валютного фонду з 2001 до 2011 року.
В уряді Ессама Шарафа обіймав посади віце-прем'єра з економічних питань та міністра фінансів Єгипту. У липні 2013 року був призначений в. о. прем'єр-міністра.
24 лютого 2014 року Хазем аль-Баблауї оголосив в ефірі державного телебачення про відставку уряду. Свою заяву він зробив за підсумками короткої зустрічі, на якій був присутній міністр оборони фельдмаршал Абдель Фаттах Ас-Сісі. Тимчасовий президент Єгипту Адлі Мансур, прийнявши відставку Баблауї, доручив формування нового кабінету Ібрагіму Махлябу.